# Champignelles
Champignelles – miejscowość i gmina we Francji, w regionie Burgundia-Franche-Comté, w departamencie Yonne.
Według danych na rok 1990 gminę zamieszkiwało 1086 osób, a gęstość zaludnienia wynosiła 20 osób/km² (wśród 2044 gmin Burgundii Champignelles plasuje się na 211. miejscu pod względem liczby ludności, natomiast pod względem powierzchni na miejscu 16.).